# سيندي باير
سيندي باير (بالإنجليزية: Cindy Baer)‏ هي منتجة أفلام وممثلة أمريكية، ولدت في 12 أغسطس 1969.

## وصلات خارجية
- سيندي باير على موقع IMDb (الإنجليزية)
- سيندي باير على موقع قاعدة بيانات الفيلم (الإنجليزية)